# Conrotatoire et disrotatoire
 (juillet 2023).
La mise en forme du texte ne suit pas les recommandations de Wikipédia : il faut le « wikifier ».
Les points d'amélioration suivants sont les cas les plus fréquents. Le détail des points à revoir est peut-être précisé sur la page de discussion.
- Les titres sont pré-formatés par le logiciel. Ils ne sont ni en capitales, ni en gras.
- Le texte ne doit pas être écrit en capitales (les noms de famille non plus), ni en gras, ni en italique, ni en « petit »…
- Le gras n'est utilisé que pour surligner le titre de l'article dans l'introduction, une seule fois.
- L'italique est rarement utilisé : mots en langue étrangère, titres d'œuvres, noms de bateaux, etc.
- Les citations ne sont pas en italique mais en corps de texte normal. Elles sont entourées par des guillemets français : « et ».
- Les listes à puces sont à éviter, des paragraphes rédigés étant largement préférés. Les tableaux sont à réserver à la présentation de données structurées (résultats, etc.).
- Les appels de note de bas de page (petits chiffres en exposant, introduits par l'outil «  Source ») sont à placer entre la fin de phrase et le point final[comme ça].
- Les liens internes (vers d'autres articles de Wikipédia) sont à choisir avec parcimonie. Créez des liens vers des articles approfondissant le sujet. Les termes génériques sans rapport avec le sujet sont à éviter, ainsi que les répétitions de liens vers un même terme.
- Les liens externes sont à placer uniquement dans une section « Liens externes », à la fin de l'article. Ces liens sont à choisir avec parcimonie suivant les règles définies. Si un lien sert de source à l'article, son insertion dans le texte est à faire par les notes de bas de page.
- La présentation des références doit suivre les conventions bibliographiques. Il est recommandé d'utiliser les modèles {{Ouvrage}}, {{Chapitre}}, {{Article}}, {{Lien web}} et/ou {{Bibliographie}}. Le mode d'édition visuel peut mettre en forme automatiquement les références.
- Insérer une infobox (cadre d'informations à droite) n'est pas obligatoire pour parachever la mise en page.

Pour une aide détaillée, merci de consulter Aide:Wikification.
Si vous pensez que ces points ont été résolus, vous pouvez retirer ce bandeau et améliorer la mise en forme d'un autre article.
Une réaction électrocyclique peut être classée comme conrotatoire ou disrotatoire selon la manière dont chaque extrémité de la molécule pivote. Dans une réaction conrotatoire, les deux orbitales atomiques des groupes terminaux tournent dans le même sens (horaire ou antihoraire) pour former un lien entre les deux groupes (atomes) terminaux. Pour une réaction disrotatoire, les orbitales atomiques des groupes terminaux tournent dans des directions opposées (l'une horaire, l'autre antihoraire). Cette caractéristique d'une réaction électrocyclique détermine directement la géométrie cis/trans du produit final.
Pour étiqueter une réaction comme conrotatoire ou disrotatoire, la réaction doit respecter certaines règles :
1. Nombre d'électrons dans le système conjugué π ;
2. Réaction thermique ou photochimique (induite par la chaleur ou la lumière).

Cet ensemble de règles peut également être dérivé d'une analyse des orbitales moléculaires pour prédire la stéréochimie des réactions électrocycliques.
| Système conjugué     | Thermique    | Photochimique |
| -------------------- | ------------ | ------------- |
| « 4n » électrons     | Conrotatoire | Disrotatoire  |
| « 4n + 2 » électrons | Disrotatoire | Conrotatoire  |

- Carey, Francis A.; Sundberg, Richard J.; (1984). Advanced Organic Chemistry Part A Structure and Mechanisms (2nd ed.). New York N.Y.: Plenum Press.  (ISBN 0-306-41198-9)
- March Jerry; (1985). Advanced Organic Chemistry reactions, mechanisms and structure (3rd ed.). New York: John Wiley & Sons, inc.  (ISBN 0-471-85472-7)
- (en) Dipak K. Mandal, « A Simple and Novel Approach To Delineating Stereochemistry of Electrocyclic Reactions », Journal of Chemical Education, vol. 89, no 8, 10 juillet 2012, p. 1041–1043  (ISSN 0021-9584 et 1938-1328), DOI 10.1021/ed2002384, consulté le 2 juillet 2023).
- (en) R. B. Woodward et Roald Hoffmann, « Stereochemistry of Electrocyclic Reactions », Journal of the American Chemical Society, vol. 87, no 2, janvier 1965, p. 395–397  (ISSN 0002-7863 et 1520-5126), DOI 10.1021/ja01080a054, consulté le 2 juillet 2023)